# Instituto Superior Politécnico de Gaza
O Instituto Superior Politécnico de Gaza (ISPG) é uma instituição pública de ensino superior de Moçambique, que tem a sua sede na cidade de Chócue, na província de Gaza.
Juridicamente o ISPG é uma pessoa colectiva de direito público, dotada de personalidade jurídica e goza de autonomia científica, pedagógica, administrativa e disciplinar.

## Histórico
O Instituto Superior Politécnico de Gaza (ISPG) foi criado no primeiro grupo de instituição deste tipo de ensino estabelecido pelo governo. Seu termo legal de criação foi dado pelo decreto nº 30/2005, de 23 de agosto de 2005, expedido pelo Conselho de Ministros e publicado no Boletim da República número 33, I série.

## Organização
O ISPG possui duas divisões responsáveis por ministrar as ciências agrárias, sociais e económicas juntos às comunidades moçambicanas através de actividades de investigação, extensão e de prestação de serviços. Entre os 10 cursos de licenciatura que o ISPG oferece, 6 voltam-se para a agricultura e os outros 4 para as ciências sociais e económicas. O único curso de pós-graduação vocaciona-se para a agricultura.
Para além dos cursos de licenciatura, a área investigativa possui dois centros de investigação científica — que funcionam como divisões autónomas —, um campo experimental e uma farma. Os centros de investigação são:
- Centro de Investigação Científica de Recursos Técnicos e Tecnológicos (CRTT);
- Centro de Investigação Científica de Incubação de Empresas (CIE).